# Hans Michael Beuerle
Hans Michael Beuerle (* 15. Juni 1941 in Berlin; † 15. Januar 2015 in Freiburg im Breisgau) war ein deutscher Chor- und Orchesterleiter.

## Leben
Beuerle war Sohn des Kirchenmusikers Herbert Beuerle und der Lotte Beuerle, geborene Engelmann. Im Elternhaus erhielt er seine musikalische Prägung durch vokale und instrumentale Ensemblemusik, besonders aus der Zeit des Barock. Noch als Schüler an einem Frankfurter Gymnasium studierte er am Hoch’schen Konservatorium Violine und Kammermusik, im Anschluss daran an der Frankfurter Musikhochschule zunächst Schulmusik, dann Violine und im Aufbaustudium Dirigieren (Künstlerische Reifeprüfung in der Chorleitungsklasse von Helmuth Rilling) sowie an der Goethe-Universität die Fächer Musikwissenschaft, Germanistik und Philosophie. 1975 wurde er bei Ludwig Finscher mit einer Arbeit über die A-cappella-Kompositionen von Johannes Brahms zum Dr. phil. promoviert.
Schon während seiner Studienzeit hatte er 1966 einen Studentenchor an der Frankfurter Universität übernommen, aus dem der Kammerchor Frankfurt hervorging. Das Ensemble wurde 1984 Preisträger beim internationalen Chorwettbewerb Let the Peoples Sing. Von 1971 bis 1972 war er Künstlerischer Leiter des Knabenchors der Laubacher Kantorei. 1973 nahm er einen Lehrauftrag im Fach Chordirigieren an der Musikhochschule Trossingen an. 1977 wechselte er auf eine Professur an die Musikhochschule Karlsruhe. Von 1980 bis zu seiner Emeritierung 2006 war er Professor für Chor- und Orchesterleitung an der Musikhochschule Freiburg.
Zusätzlich war er seit 1983 bis zu seinem Tod Künstlerischer Leiter des Freiburger Bachchores und des Freiburger Bachorchesters.
1991 wechselte der Kammerchor Frankfurt Sitz und Namen und entwickelte sich unter Beuerles Leitung als Anton-Webern-Chor Freiburg zu einem professionellen Vokalensemble.
Zudem initiierte Hans Michael Beuerle mit Kollegen aus dem Elsass und der Schweiz CHŒUR3 e. V. – Internationale Chorakademie im Dreiländereck.
Beuerle starb im Januar 2015 im Alter von 73 Jahren an einer schweren Lungenentzündung, die er sich nach seinem letzten öffentlichen Auftritt zugezogen hatte.

## Ehrungen
- 2011: Verdienstkreuz am Bande der Bundesrepublik Deutschland[2]